# Stemonidium hypomelas
Stemonidium hypomelas är en fiskart som beskrevs av Gilbert, 1905. Stemonidium hypomelas ingår i släktet Stemonidium och familjen Serrivomeridae. Inga underarter finns listade i Catalogue of Life.